# Antonio Spavone
Antonio Spavone (Napoli, 15 maggio 1926 – Napoli, 5 maggio 1993) è stato un mafioso italiano, uno dei più noti capi della camorra precutoliana.
È considerato il primo vero capo della camorra napoletana.

## Biografia

### Origini e gioventù
Figlio di un pescatore, sin dall'infanzia subì il fascino della banda del fratello Carmine detto ‘o malommo, dedita a furti, rapine e al contrabbando di sigarette.
Nel 1945, durante il banchetto nuziale di sua sorella Maria a Marechiaro, si salvò da un agguato e uccise Giovanni Mormone detto 'o mpicciuso, cioè l’attaccabrighe, responsabile dell'omicidio del fratello Carmine il quale lo aveva offeso schiaffeggiandolo in un bar davanti a diverse persone. Le tredici coltellate inflitte al boss rivale gli diedero immediatamente grande prestigio all'interno degli ambienti malavitosi; da quel momento ereditò il nomignolo che era stato del fratello Carmine e del nonno Ciro, 'o malommo, diventando uno dei boss più potenti della camorra. Dopo cinque mesi di latitanza la polizia lo scovò tra le campagne di San Giorgio a Cremano ma lui nel conflitto a fuoco ferì un agente e riuscì a scappare. I poliziotti torchiarono suo fratello Giuseppe che fu costretto a rivelare il suo nascondiglio e così dopo un mese fu arrestato in un sottoscala di un palazzo del centro di Napoli. Nel carcere di Poggioreale fu accolto come un eroe dai detenuti che ne ammiravano il coraggio e il senso dell'onore mostrati in giovanissima età. Dopo un'aggressione subita da un detenuto, si vendicherà castigandolo con decine di coltellate. Nei 19 mesi di reclusione gli venne riservato un trattamento di favore compresa una cella attrezzata come un mini appartamento dotato di ogni comfort come un menù riservato, un tappeto sul pavimento, un frigorifero, una televisione, uno scaldabagno, un mobile personale da toilette e un paravento per la privacy.

### La grazia dopo l’alluvione di Firenze e il ritorno in libertà
Tra l'omicidio di Mormone, il ferimento del poliziotto e le coltellate al detenuto, Spavone si ritrovò con tre condanne per complessivi 32 anni e fu trasferito nel carcere delle Murate a Firenze.
Nel corso dell'alluvione di Firenze del 4 novembre 1966, si distinse per diversi atti di eroismo compiuti nel carcere cittadino: salvò dall'annegamento tre compagni di cella, due agenti di custodia e la figlia del direttore del penitenziario. Inoltre poiché tra gli sfollati del carcere c'erano delle donne, nel clima di paura e tensione le difese affinché non subissero violenze da parte di carcerati più efferati. Per il suo altruismo verrà graziato per "atti di eroismo" dal presidente Giuseppe Saragat che era stato sollecitato dai vertici del carcere; uscirà dal carcere in libertà vigilata. 
Per un paio di anni sembrò aver imboccato la strada della redenzione tant'è che in un rapporto della polizia del 1969 si leggeva che Spavone aveva un lavoro stabile e conduceva una vita modesta unitamente alla famiglia e durante la libertà vigilata non aveva dato adito a sospetti; si riteneva inoltre che si fosse ravveduto e quindi non era da ritenersi più persona socialmente pericolosa. Nel marzo del 1970 gli venne revocata la libertà vigilata venendo assunto in una gioielleria. Fu sospettato anche dall’FBI di aver ucciso l'italo-peruviano Gennaro Ferrigno con il quale aveva messo su un traffico internazionale di droga e un contrabbando di sigarette e con la cui moglie Spavone avrebbe avuto una tresca. Nel 1975 durante il processo si difese dicendo di aver sparato per difendersi e infatti venne assolto. Poco dopo fu emesso un mandato di cattura nei suoi confronti per reati contro il patrimonio, contrabbando di sigarette, traffico di droga e sequestro di persona in relazione alla sparizione del figlio di Pasquale Simonetti e Pupetta Maresca e così non poté uscire dal carcere. Inoltre cominciò a circolare la voce secondo la quale il giudice che lo aveva assolto si era fatto corrompere con 80 milioni di lire e quindi fu sospeso per poi essere assolto tempo dopo.

### L’agguato e la fuga
La sera del 29 aprile 1976, mentre era seduto in auto con il suo socio, subì un agguato e riuscì miracolosamente a sopravvivere anche se il volto gli rimarrà fortemente deturpato, tanto da essere sottoposto a decine di interventi di chirurgia plastica negli USA dove fu accolto dal fratello Giuseppe che aveva aperto un ristorante a Chicago. I sospetti ricaddero su Salvatore Zaza, fratello di Michele e rivale di Spavone nel contrabbando di sigarette. Il suo prestigio era stato compromesso e lui per timore non uscì di casa in quel periodo tanto che riprendere il controllo degli affari non fu facile. Nel frattempo nel gennaio del 1978 nel processo di appello per l’omicidio di Gennaro Ferrigno fu condannato a 28 anni di carcere per omicidio volontario. Dopo la condanna, Spavone lasciò gli USA e si rifugiò in Perù dove ad attenderlo c’era la vedova di Ferrigno, Elisabetta Palma. Nell’ottobre del 1979 la Cassazione annullò la condanna. Nel frattempo Spavone, oltre a dedicarsi al contrabbando di sigarette trovando però la concorrenza di Michele Zaza, aveva messo su un commercio di eroina tra Napoli e New York che lo aveva arricchito parecchio e che gli aveva fatto guadagnare la stima dei vertici americani di Cosa nostra tanto che gli fu chiesto, una volta rientrato a Napoli, di provare a frenare le manie di grandezza di Raffaele Cutolo prima che la situazione potesse degenerare. Spavone aveva conosciuto Cutolo nel carcere di Poggioreale quando ignorò una sua sfida a duello.

### Il rientro in Italia e gli ultimi anni
Ritornato a Napoli nel 1979, Spavone aprì un negozio di tappeti orientali per dimostrare che aveva un lavoro onesto. Agli inizi del 1981 partecipò a un summit di pace a casa di Lorenzo Nuvoletta al quale parteciparono tra gli altri anche Antonio Bardellino, i fratelli Zaza (contro i quali si scagliò Spavone), appunto i fratelli Nuvoletta, esponenti di Cosa nostra e della fazione di Cutolo. 
La pace durò pochi giorni perché poi ripresero gli omicidi e Spavone finì ai margini anche perché non possedeva la stessa ferocia degli altri. Il suo nome riapparve nella primavera del 1982 quando fu condannato dal Tribunale di Napoli a 1 anno e 3 mesi nel processo relativo al rilascio del passaporto falso che gli aveva consentito di raggiungere gli USA ma fu assolto 10 mesi dopo poiché i suoi avvocati convinsero i giudici che il loro cliente si era recato negli USA non per sfuggire al processo Ferrigno ma per sottoporsi a un urgente intervento. Nell’aprile del 1983 il tribunale per le misure di prevenzione respinse la richiesta del soggiorno obbligato per 5 anni fuori regione, avanzata dalla Procura di Napoli.
Nel 1984 venne accusato da diversi pentiti di essere legato a Vincenzo Casillo, braccio destro di Cutolo, e alla Nuova Famiglia, fazione che uscirà vittoriosa dalla guerra con la Nuova Camorra Organizzata di Cutolo. Nel novembre del 1985 verrà condannato a 9 anni per associazione a delinquere di stampo camorristico ma nel settembre del 1986 in Appello fu assolto per insufficienza di prove tornando in libertà dopo 2 anni e mezzo. 
Nel dicembre del 1987 fu condannato a 1 anno e 6 mesi per favoreggiamento nei confronti del cutoliano pentito Mario Incarnato, uno dei killer del vicedirettore del carcere di Poggioreale Giuseppe Salvia, procurandogli un falso alibi.
Nel febbraio 1988 gli vennero inflitti 2 anni di soggiorno obbligato al termine di una indagine sulla Nuova Famiglia ma il provvedimento verrà poi revocato dopo qualche mese. Nello stesso periodo i giudici accolsero il ricorso presentato dai suoi legali e gli riconsegnarono la villa di Ischia che gli era stata sequestrata tempo prima poiché non avrebbe comprato l'immobile con soldi provenienti da attività illecite. L'unica limitazione alla quale dovette sottostare fu la sorveglianza speciale.
Nel mese di giugno la Corte di Cassazione confermò l'assoluzione per insufficienza di prove dall'accusa di essere organico alla Nuova Famiglia.
Nel luglio del 1992 il suo nome venne incluso nell'elenco dei 52 pregiudicati destinatari di un foglio di via obbligatorio nell'operazione "Scudo d'estate": la Questura gli impose di non mettere più piede sull'isola di Ischia per almeno 3 anni poiché si riteneva che esistevano fondati motivi per ritenere che, non svolgendo alcuna attività lavorativa, vivesse con i proventi di attività illecite. Il suo avvocato reagì denunciando il Questore per abuso d'ufficio e il TAR accoglierà il ricorso sospendendo il foglio di via perché motivato da fatti avvenuti in epoca remota.
Morì a Napoli il 5 maggio 1993 nella sua casa nel quartiere Vasto-Arenaccia, consumato da un cancro. I funerali si svolsero nella chiesa di Santa Maria de' Liguori e alla cerimonia parteciparono quasi 500 persone. La sua bara venne infilata in una Rolls-Royce bianca e quando l'auto transitò nel quartiere che lo aveva visto crescere i negozi abbassarono la saracinesca in segno di rispetto.
Ad oggi non sono mai stati condannati i mandanti del tentato omicidio di Spavone. Le ipotesi più accreditate nel corso dell'inchiesta della Procura della Repubblica di Napoli furono due, anche se non hanno mai trovato un vero e proprio riscontro oggettivo, ovvero Michele Zaza detto 'o pazzo, contrabbandiere napoletano e capostipite di quello che diventerà poi il clan Mazzarella, e Raffaele Cutolo, in quegli anni in piena ascesa criminale.